# Wikariat apostolski Ñuflo de Chávez
Wikariat apostolski Ñuflo de Chávez (łac. Apostolicus Vicariatus Niuflensis) – wikariat apostolski Kościoła rzymskokatolickiego w Boliwii. Jest podległy bezpośrednio Stolicy Apostolskiej. Został erygowany 13 grudnia 1951 roku.

## Administratorzy
- Jorge Kilian Pflaum OFM (1953-1971)
- Antonio Eduardo Bösl OFM (1972-2000)
- Antoni Bonifacy Reimann OFM (od 2001)